# Брамбл, Фицджеральд
Фицджеральд Брамбл (англ. Fitzgerald Bramble; 27 октября 1967) — футбольный вратарь, выступавший за сборную Сент-Винсента и Гренадин. Участник Золотого кубка КОНКАКАФ 1996.

## Карьера в сборной
В 1995 году в составе сборной Сент-Винсента и Гренадин был участником Карибского кубка, сыграл в финальном матче против сборной Тринидада и Тобаго (0:5). В следующем году попал в заявку сборной на Золотой кубок КОНКАКАФ 1996, где сыграл в обоих матчах группового этапа против Мексики (0:5) и Гватемалы (0:3) и занял с командой последнее место в группе. В том же году принял участие в одном матче отборочного турнира чемпионата мира 1998. В общей сложности провёл за сборную не менее 5 матчей.